# Gymnázium Pacov
Gymnázium Pacov je všeobecné šestileté gymnázium, přijímá tedy žáky po sedmé třídě základní školy. Nemá žádnou oficiální specializaci, disponibilní hodiny ředitele školy jsou využity k posílení hodin jazyků a výpočetní techniky. Zřizovatelem školy do roku 2015 byl Kraj Vysočina, od 1. ledna je škola zřizována městem Pacov. Škola se nachází ve městě Pacov. Školu v roce 2014 navštěvovalo 162 žáků a působilo v ní 17 učitelů.

## Historie
Gymnázium Pacov bylo obnoveno v roce 1991, jako samostatný právní subjekt působí od roku 1992. Od počátku bylo koncipováno jako víceleté (nejdříve osmileté) a od roku 1999 funguje jako šestileté všeobecné gymnázium.
Prvním ředitelem obnovené školy se stal Mgr. František Hofman. Od roku 2008 je ředitelem školy Mgr. Josef Novák.

## Vybavení školy
Škola sídlí v nové budově postavené roku 1997. Budova je netradičně architektonicky řešena, některé učebny jsou kruhové nebo mají jednu stranu oválnou. Budova zahrnuje 6 velkých učeben, 4 menší specializované učebny, učebnu výpočetní techniky, chemickou laboratoř, tělocvičnu, školní klub a samozřejmě hygienické zázemí. Veškeré prostory školy jsou řešeny jako bezbariérové.
Všechny učebny školy jsou vybaveny dataprojektory, třetina učeben má interaktivní tabule. Klasická počítačová síť je dostupná ve všech místnostech, škola je také pokryta bezdrátovou wi-fi sítí. Učebna výpočetní techniky je vybavena 20 počítači typu PC. Žáci mají k dispozici potřebné periférie (tiskárny, skener, digitální fotoaparát s blesky, digitální videokamery).